# Riverton (Utah)
Riverton è un comune degli Stati Uniti d'America, nella contea di Salt Lake nello Stato dello Utah.